# Gouache

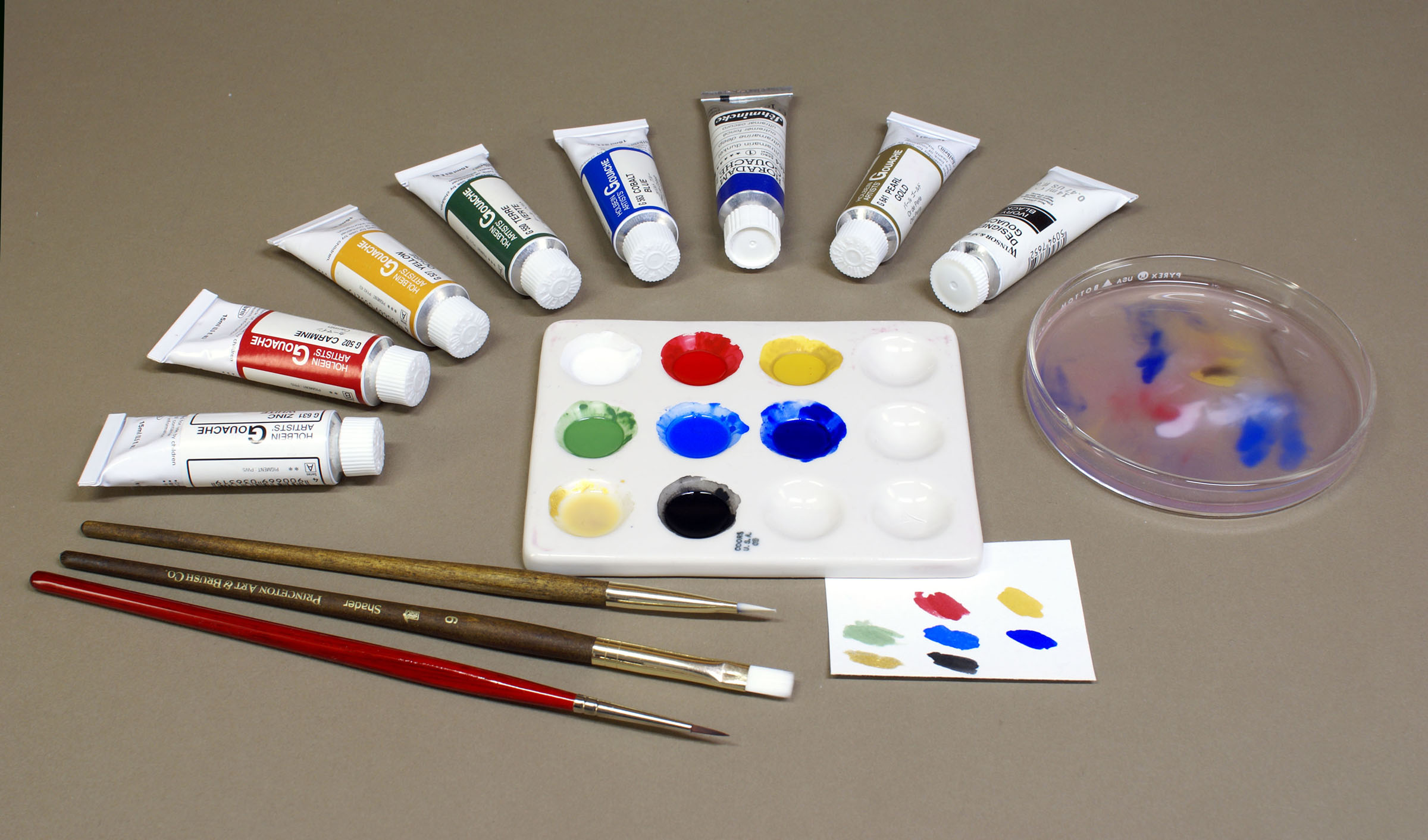
Gouache-Farben

Gouache (französisch gouache, von lateinisch aquatio, italienisch guazzo ‚Lache‘; eingedeutscht Guasch) ist ein wasserlösliches Farbmittel aus gröber vermahlenen Pigmenten unter Zusatz von Kreide. Als Bindemittel wird Gummi arabicum verwendet.
Die Gouache kann sowohl für deckende als auch für lasierende Maltechniken verwendet werden. Damit vereint sie Eigenschaften der Ölfarbe (pastos) und der Aquarellfarbe (lasierend).
Auch die Gouachemalerei wird kurz Gouache genannt, ebenso ein mit Gouache gemaltes Bild.

## Maltechnik

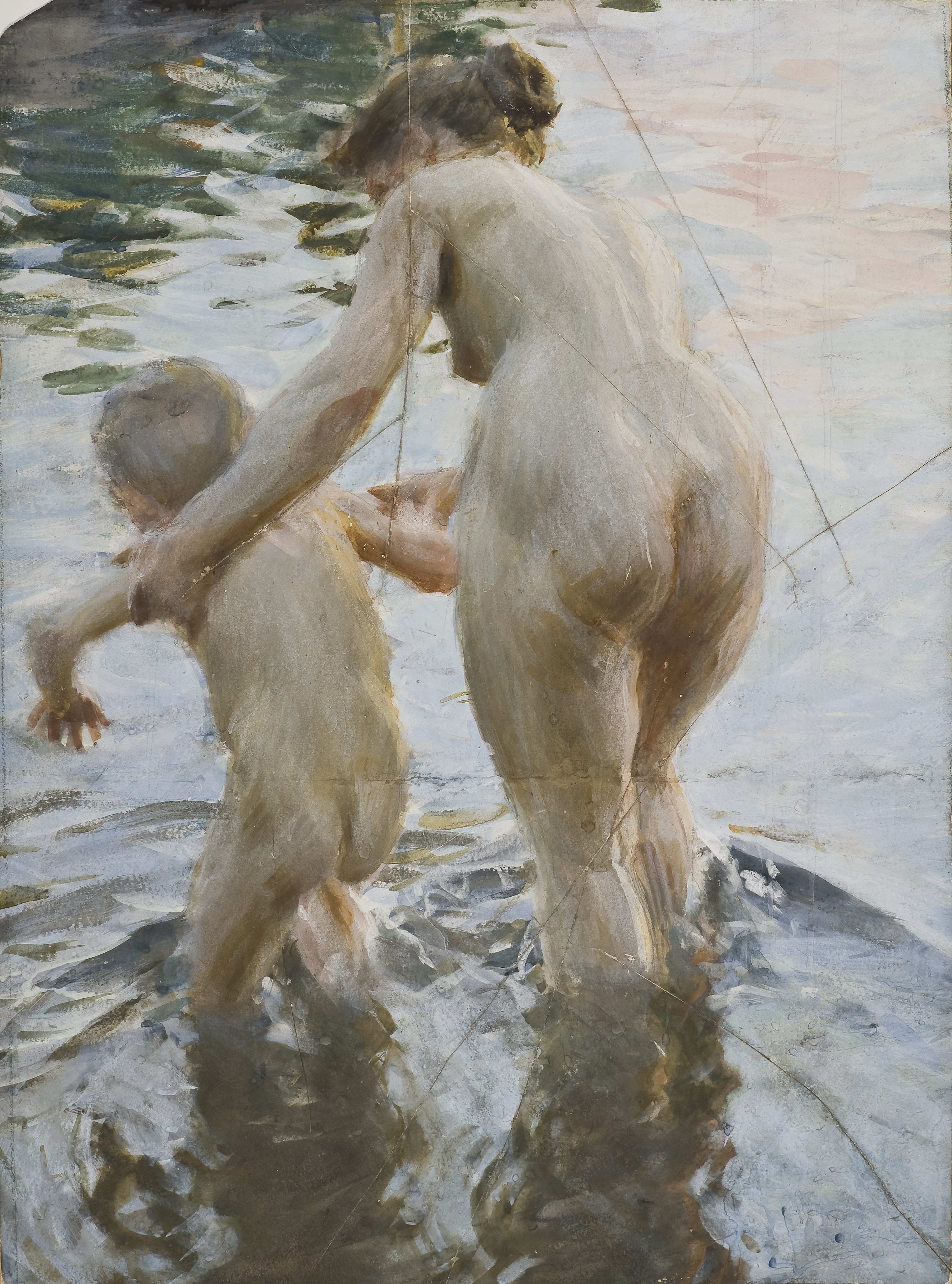
Gouache-Bild, Anders Zorn

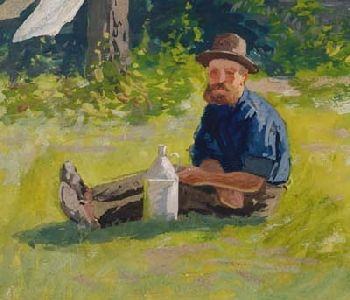
Gouache-Bild, Friedrich Schwinge

Gouache kann in dünnen oder dickeren Schichten und auch alla prima (ohne Untermalung oder Lasur) vermalt werden. Weiße Bildteile können durchaus deckend gestaltet werden und müssen nicht wie bei der Aquarellmalerei ausgespart werden.
Nach dem Trocknen weist Gouache eine samtartig matte Oberfläche auf. Gute Gouachefarbe hellt nach dem Trocknen nicht auf, sofern es sich um Künstlerfarben mit lichtechten Pigmenten handelt. Sie kann wie jede wasserlösliche Farbe auch nach dem Trocknen wieder angelöst werden.
Gouache wird vorwiegend für Untergründe wie Papier oder Karton verwendet, kann aber auch wie Tempera, Öl- oder Acrylfarbe auf Leinwand und anderen textilen Untergründen vermalt werden.

## Entwicklung der Gouachemalerei
Die erste Verwendung von gouacheartigen Farben ist für die Buchmalerei des frühen Mittelalters belegt. Sie fand früher jedoch meistens nur Verwendung in der Kulissen- und Dekorationsmalerei. Erst im 15. Jahrhundert entdeckten bedeutendere Künstler diese Technik für sich. Raffael, Tizian und Dürer verwendeten Gouache für Studien und Entwürfe, andere untermalten ihre Ölbilder mit Gouache. Berühmte Vertreter der moderneren Gouachemalerei sind Henri Matisse, Marc Chagall, Paul Wunderlich oder Otto Müller.